# Atom Trefl Sopot
L'Atom Trefl Sopot è stata una società pallavolistica femminile polacca, con sede a Sopot.

## Storia
Nata nel 2008 come Trefl Piłka Siatkowa Gdynia, la società ha fatto il proprio esordio nel campionato di II Liga, ottenendo immediatamente la promozione in I Liga; già nella stagione di esordio nel campionato cadetto si impone come una delle formazioni più ambiziose ma, dopo aver vinto la regular season, viene sconfitta dal Rumia nella finale playoff per l'accesso in Liga Siatkówki Kobiet e quindi dal Stal Mielec negli spareggi promozione-retrocessione.
La squadra, che nel frattempo ha cambiato deonominazione in Trefl Piłka Siatkowa, stringe tuttavia un accordo strategico con il PTPS scambiando il proprio titolo sportivo con la formazione di Piła, potendo così esordire nella massima serie polacca nella stagione 2010-11.
L'annata di esordio porta la squadra di Sopot alla finale scudetto, persa contro il Muszynianka, che vale tuttavia l'accesso alla CEV Champions League; nell'annata seguente giunge la prima vittoria del campionato, bissata anche nel campionato 2012-13.
Nei tre anni successivi non giungono altri titoli in Liga Siatkówki Kobiet anche se la formazione giunge per due volte in finale scudetto, sconfitta in entrambi i casi dal Chemik Police, ed una volta terza; analogo il risultato ottenuto in Supercoppa polacca, con tre edizioni perse in quattro anni, e in Coppa di Polonia, dove il club ottiene l'unica vittoria nella stagione 2014-15 dopo aver perso due finali consecutive nel 2012 e 2013, in entrambi i casi contro il Dąbrowa Górnicza, e perdendone poi una terza nel 2016, ancora una volta contro il Chemik Police.
In campo europeo, il club raggiunge inoltre la finale di Coppa CEV 2014-15, perdendo al golden set contro la Dinamo Krasnodar.
Dopo un campionato anonimo, concluso al nono posto, la squadra si fonde con il Proxima Kraków, squadra di I liga, che cambia così la propria denominazione in Trefl Proxima Kraków e ottiene il titolo sportivo per partecipare alla Liga Siatkówki Kobiet; la squadra di Sopot cessa di fatto di esistere.

## Palmarès
- Campionato polacco: 2

2011-12, 2012-13
- Coppa di Polonia: 1

2014-15

## Denominazioni precedenti
- 2008-2009: Trefl Piłka Siatkowa Gdynia
- 2009-2011: Trefl Piłka Siatkowa